# Dubbelspel i väst
Dubbelspel i väst (originaltitel: Barbary Coast) är en amerikansk vilda västern-TV-serie. Huvudrollerna spelas av William Shatner och Doug McClure. Den hade premiär i USA den 4 maj 1975 och svensk TV-premiär i september 1977.
Serien utspelar sig i Vilda Västern under 1870-talet och Jeff Cable (William Shatner) är hemlig agent utsänd av Kaliforniens guvernör för att ta fast skurkar som opererar i San Franciscos ökända kustområden. Cable är mästare på att klä ut sig och han får hjälp av kasinoägaren Cash Cannover (Doug McClure). Övriga fasta rollfigurer spelades av Richard Kiel (Moose Moran) och Dave Turner (Thumbs).
Totalt producerades 14 avsnitt mellan åren 1975 och 1976. Serien gavs ut på DVD i USA den 3 juni 2014.

## Avsnittsförteckning
1. Barbary Coast (pilotavsnitt) 1975-05-04
2. Funny Money  1975-09-08
3. Crazy Cats  1975-09-15
4. Jesse Who?  1975-09-22
5. The Ballad of Redwing Jail  1975-09-29
6. Guns For a Queen  1975-10-06
7. Irish Luck  1975-10-13
8. Sauce For the Goose  1975-10-20
9. An Iron-Clad Plan  1975-10-31
10. Arson and Old Lace  1975-11-14
11. Sharks Eat Sharks  1975-11-21
12. The Day Cable Was Hanged  1975-12-26
13. Mary Had More Than a Little  1976-01-02
14. The Dawson Marker  1976-01-09